# Rocca Malatestiana (Montefiore Conca)
Die Rocca Malatestiana ist eine mittelalterliche Burg in Montefiore Conca in der italienischen Region Emilia-Romagna. Die imposante Burg, die einst der Familie Malatesta gehörte, dominiert in ihrer Lage auf den Hügeln des Apennin die gesamte Umgebung. Sie liegt in der Via Roma 3.

## Geschichte
Der Ort Montefiore Conca wird erstmalig im Jahre 1136 urkundlich erwähnt, als Papst Innozenz II. die Kirche San Paolo unter apostolischen Schutz stellte. 1320 gab Papst Johannes XXII. Montefiore an die Malatestas ab.
Die Burg stammt aus der Mitte des 14. Jahrhunderts, aber in den Jahren 2006–2008 haben archäologische Grabungen die These erhärtet, dass der Komplex bereits im 11. Jahrhundert existierte.

## Galeriebilder

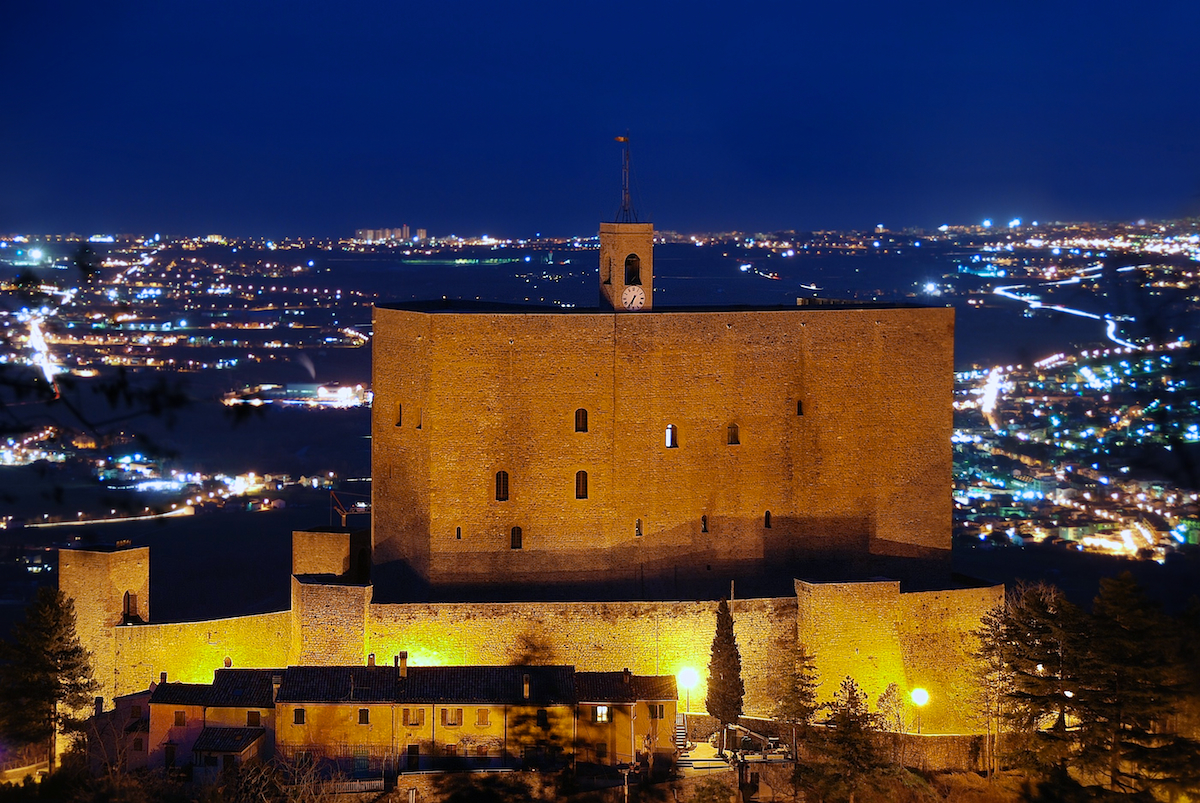
Burg bei Nacht
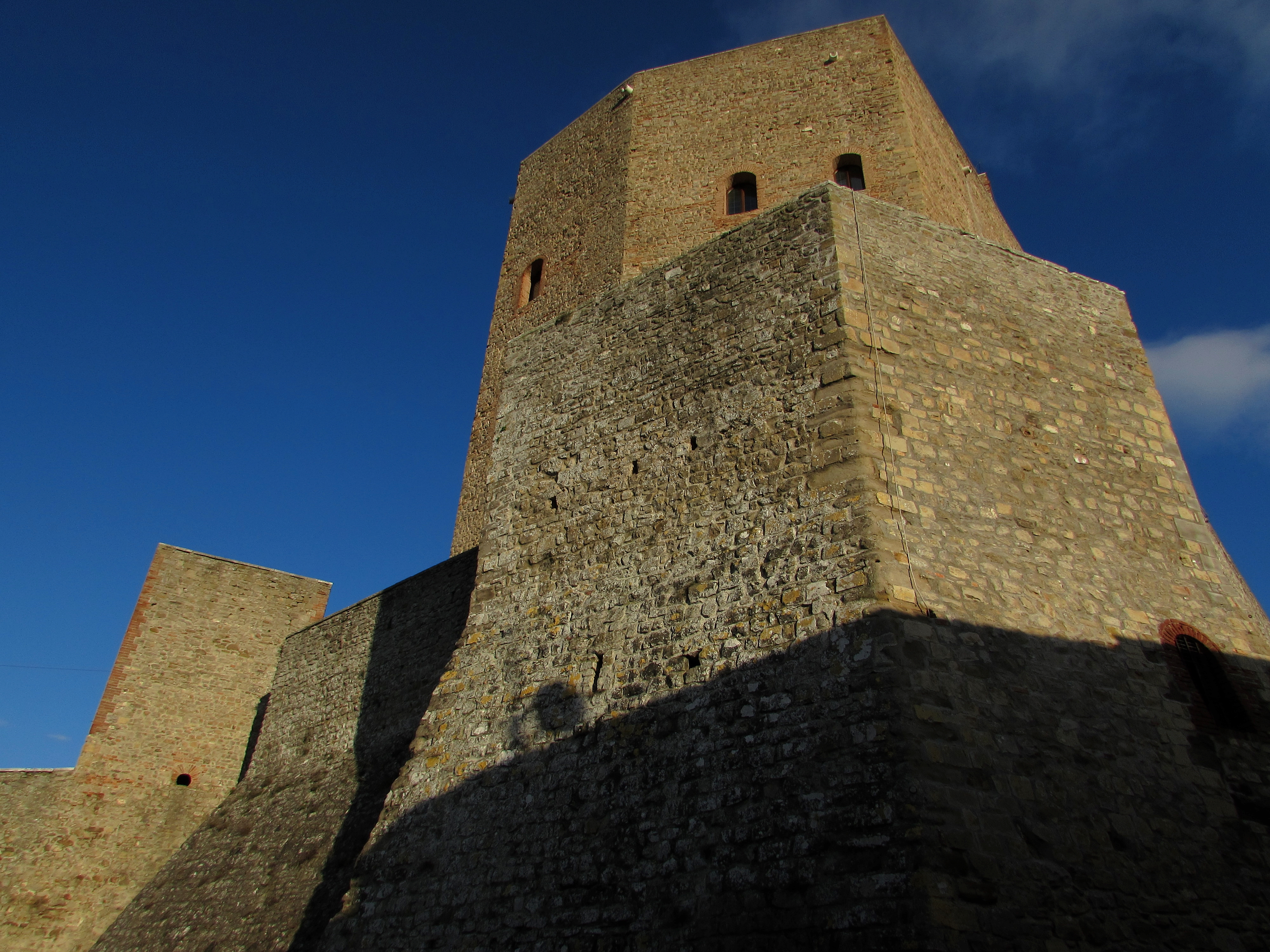
Mauern der Burg
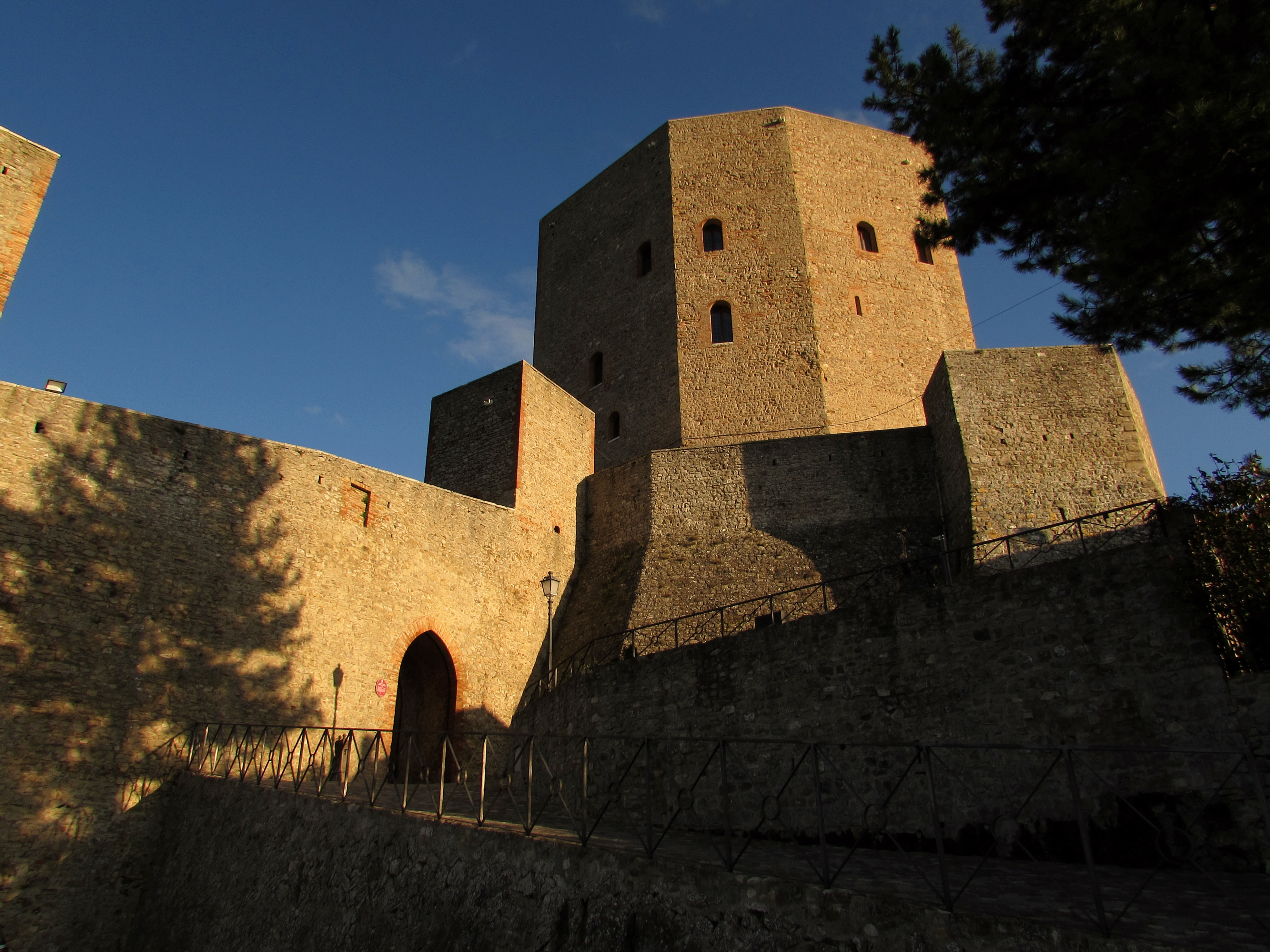
Eingang zur Burg
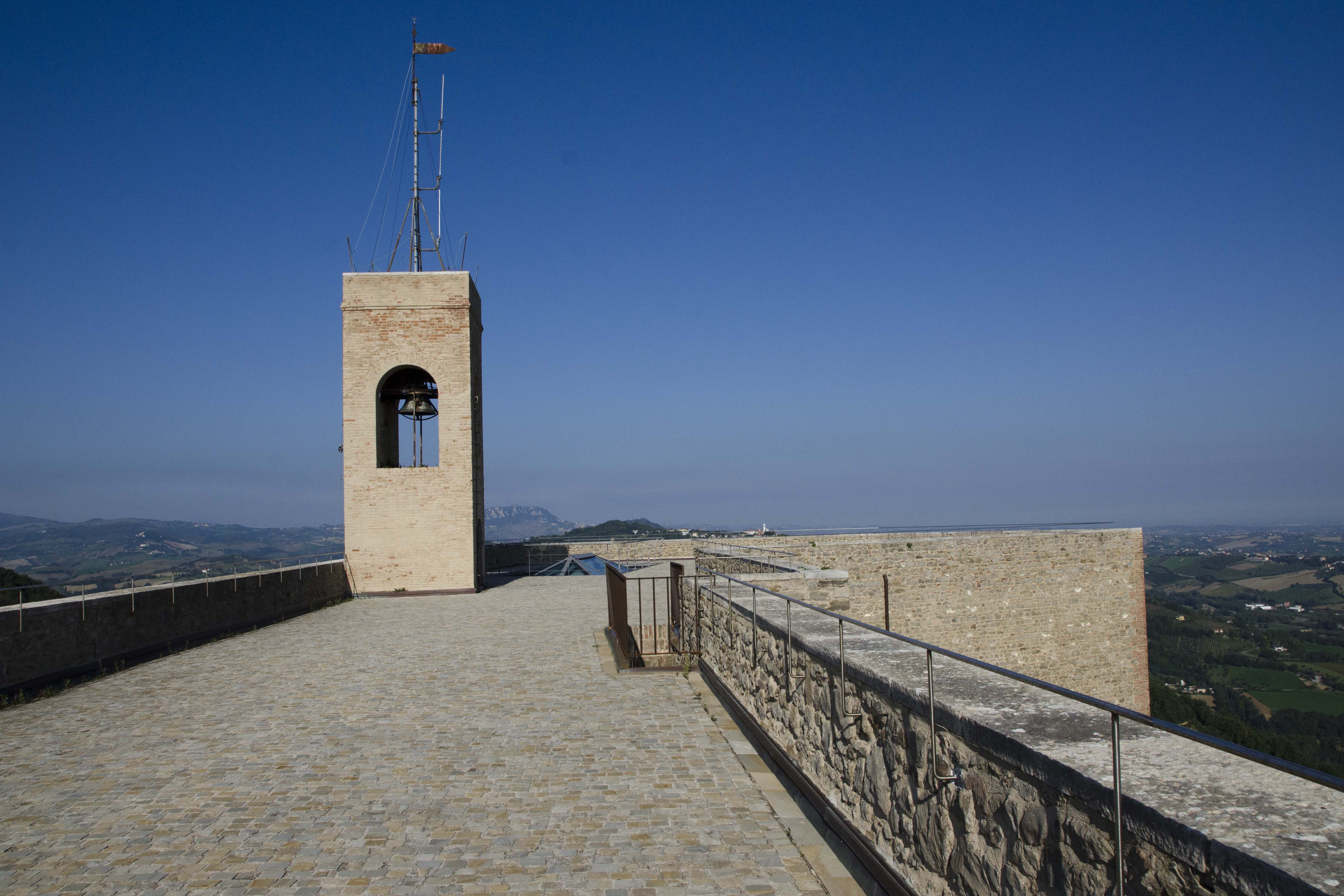
Glockenturm
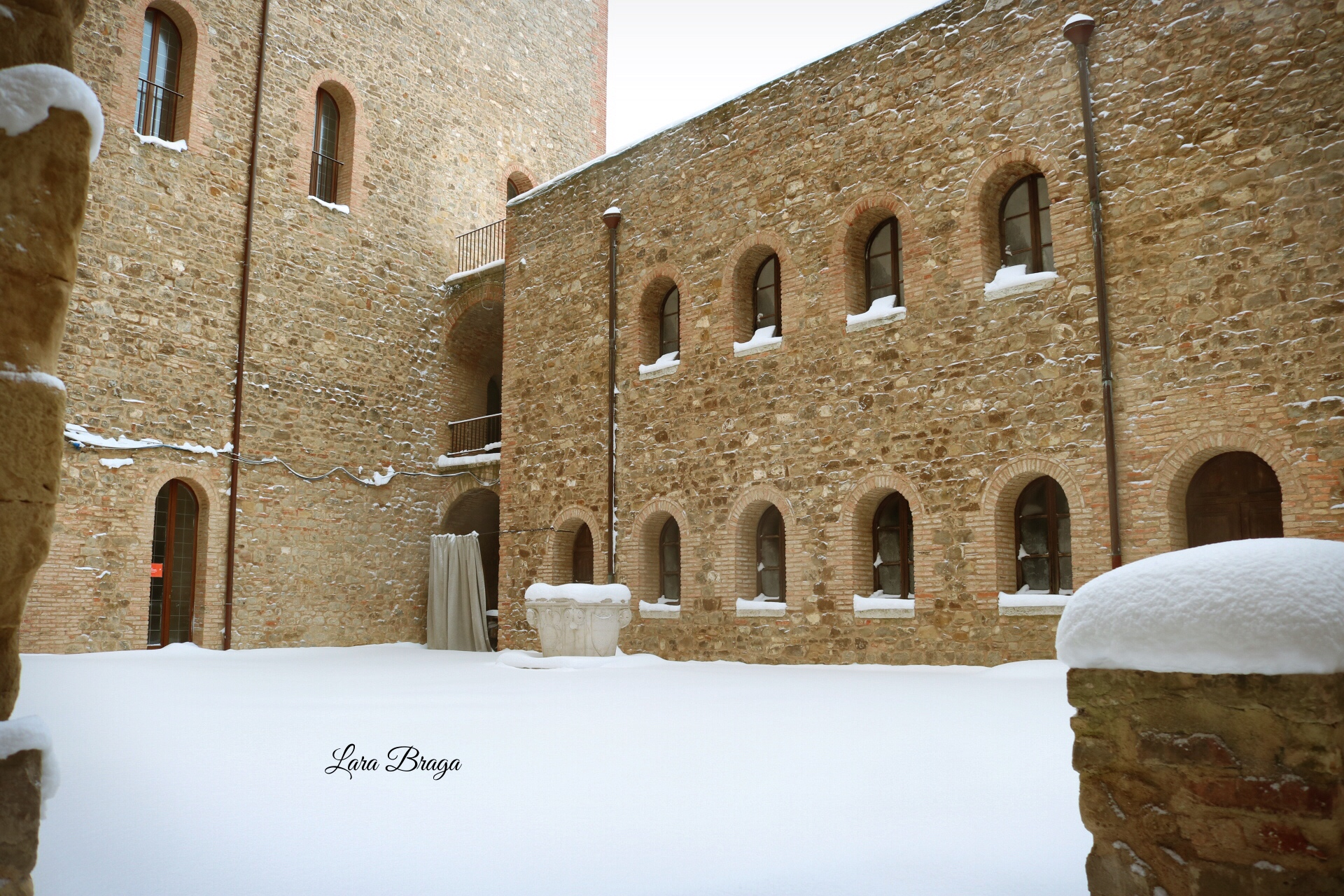
Innenhof im Winter